# NEET

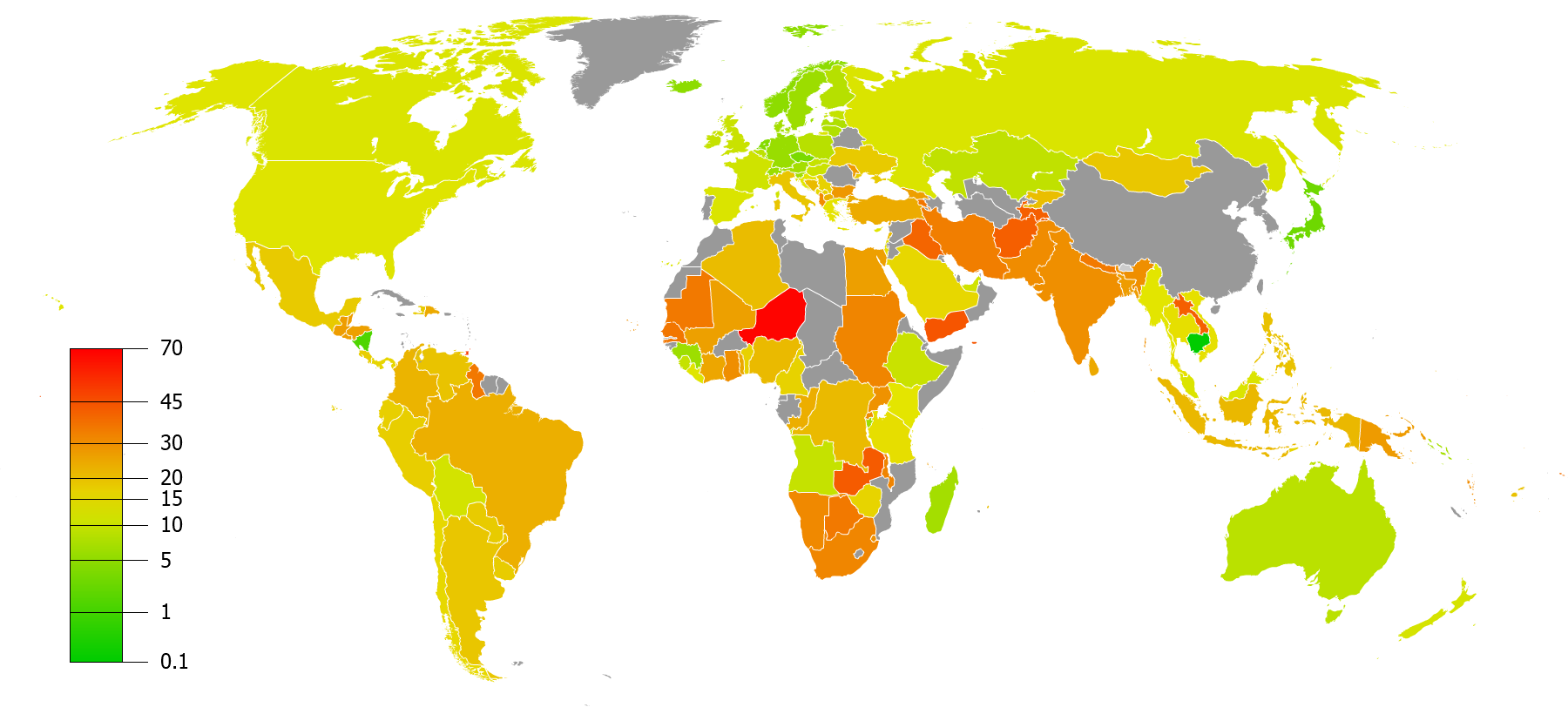
Odsetek mężczyzn NEET w wieku 15-24 lat w poszczególnych państwach świata według danych MOP.

NEET (ang. not in education, employment or training) – nazwa zjawiska socjologicznego i określana nią grupa społeczna, obejmująca młodzież pozostającą poza sferą zatrudnienia i edukacji, czyli tych, którzy jednocześnie nie uczą się, nie pracują ani nie przygotowują się do zawodu. Do grupy NEET zaliczają się zarówno bezrobotni, jak i osoby przedwcześnie kończące edukację, nieszukające pracy i pozostająca z wyboru lub z konieczności na utrzymaniu. Według statystyk zbieranych przez Międzynarodową Organizację Pracy, odsetek osób należących do grupy NEET jest różny w poszczególnych państwach, osiągając miejscami 58% młodzieży do 29. roku życia. Średnia dla krajów UE wyniosła w 2020 roku 13,2% (w grupie 15–24 lat), a średnia dla świata wyniosła 23,34%. W Polsce w 2016 r. w grupie 15–24 należało do tej grupy 11,8% populacji, a w grupie 25–29 było to ok. 20%, w 2020 r. ogółem w Polsce było to już zaledwie 8,63%. Brak jest jednolitych ustaleń co do tego, jaka grupa wiekowa powinna być analizowana pod kątem przynależności do NEET – w krajach UE jest to grupa 15–29 lata, w Japonii 15–34 lata. Określenie po raz pierwszy pojawiło się w Wielkiej Brytanii w 1999 r.